# 新田圍巴士總站
新田圍巴士總站（英文：Sun Tin Wai Bus Terminus）是香港新界沙田區的一個公共運輸交匯處，鄰近新田圍邨，在1981年10月落成。交匯處亦是3條巴士路線的總站，位於新田圍商場對出。

## 歷史
- 1981年10月11日，九巴81M線投入服務。
- 1984年2月13日，九巴81K線由博康延長至新田圍巴士總站。
- 1984年8月5日，九巴48A線投入服務。
- 1984年9月30日，九巴87B線投入服務，而九巴48A線由新田圍巴士總站遷往秦石巴士總站。
- 1984年12月2日，配合九巴沙田區區內線重組，九巴81K線總站由沙田火車站延長至穗禾苑，而九巴82K線來回程繞經並停靠新田圍邨。
- 1991年5月1日，九巴81K線特別班次投入服務，本路線袛於平日早上繁忙時間提供服務。
- 1992年8月1日，九巴282線投入服務，循環往返沙田市中心至新田圍邨，本路線袛於平日非繁忙時間提供服務。
- 1992年11月16日，九巴282線增設假日全日服務。
- 1996年11月1日，九巴81K線平日早上特別班次更名為81S線（第一代）。[1]
- 1998年7月23日，九巴282線提升至每天全日服務。同日起，九巴81S線停止服務。
- 2013年3月24日，九巴81M線停止服務。同日起，九巴281M線投入服務。
- 2018年12月3日，九巴47X線增設兩班特別班次，逢星期一至六（公眾假期除外）早上07:10及07:35由新田圍單向開往葵盛（東），沿沙田頭路下山離開新田圍邨後照常途經及停靠秦石巴士總站，但不入及不停靠沙田市中心巴士總站。星期一至五由新田圍開出的特別班次已於2019年2月18日增至4班，星期六則維持開出2班不變。
- 2021年10月11日，九巴281線投入服務，循環往返新田圍邨至大圍站。九巴281M線改為只於星期一至五繁忙時間服務，來回各開1班。

## 總站路線資料

### 九龍巴士47X線（特別班次）
- 新田圍 → 葵盛（東）（停靠秦石巴士總站，但不入及不停靠沙田市中心巴士總站）

### 九龍巴士80X線（特別班次）
- 新田圍 → 觀塘碼頭

### 九龍巴士81K線
- 新田圍 ↔ 穗禾苑
- 穗禾苑 → 新田圍 (特別班次)

### 九龍巴士87B線
- 新田圍 ↔ 維港灣

1984年9月30日投入服務，是一條來往沙田頭和大角咀的巴士路線，是途經顯徑邨、隆亨邨、獅子山隧道、石硤尾、深水埗及旺角。

## 途經路線資料

### 九龍巴士82K線
- 美田 ↔ 愉翠苑

### 九龍巴士281線
- 大圍站 ↺ 新田圍

### 九龍巴士282線
- 沙田市中心 ↺ 新田圍

## 過往路線
- 九龍巴士48A線 (已取消)
- 九龍巴士81M線 (已取消)
- 九龍巴士281M線 (已取消)